# Port lotniczy Al-Dżunajna
Port lotniczy Al-Dżunajna (IATA: EGS, ICAO: HSGN) – port lotniczy położony w miejscowości Al-Dżunajna, w Sudanie.

## Linie lotnicze i połączenia
| Linia Lotnicza | Kierunek   |
| -------------- | ---------- |
| Badr Airlines  | 1. Chartum |
| Sudan Airways  | 1. Chartum |